# Джефферсон (округ, Алабама)
Шаблон:StateAbbr_ 33°31′ пн. ш. 86°49′ зх. д. / 33.52° пн. ш. 86.81° зх. д.
 Джефферсон (англ. Jefferson County) — округ (графство) у штаті Алабама. Ідентифікатор округу 01073.

## Демографія
За даними перепису
2000 року
загальне населення округу становило 662047 осіб, зокрема міського населення було 590842, а сільського — 71205.
Серед мешканців округу чоловіків було 312089, а жінок — 349958. В окрузі було 263265 домогосподарств, 175950 родин, які мешкали в 288162 будинках.
Середній розмір родини становив 3,04.
Віковий розподіл населення поданий у таблиці:
| Стать    | До 15 років | 15-21 | 22-29 | 30-39 | 40-49 | 50-65 | 65-85 | Понад 85 |
| -------- | ----------- | ----- | ----- | ----- | ----- | ----- | ----- | -------- |
| Чоловіки | 69808       | 31798 | 36067 | 46163 | 48651 | 45339 | 31360 | 2903     |
| Жінки    | 66348       | 32332 | 38857 | 49895 | 54303 | 52201 | 47400 | 8622     |

## Суміжні округи
- Вокер — північ
- Блаунт — північ
- Сент-Клер — північний схід
- Шелбі — південь
- Бібб — південний захід
- Таскалуса — захід

## Виноски
1. ↑  Jefferson County Extension Office. Alabama Cooperative Extension System (ACES). Архів оригіналу за 9 квітня 2015. Процитовано 1 квітня 2015.
2. ↑  U.S. Decennial Census. United States Census Bureau. Архів оригіналу за 26 квітня 2015. Процитовано 22 серпня 2015.
3. ↑  Historical Census Browser. University of Virginia Library. Архів оригіналу за 11 серпня 2012. Процитовано 22 серпня 2015.
4. ↑  Forstall, Richard L., ред. (24 березня 1995). Population of Counties by Decennial Census: 1900 to 1990. United States Census Bureau. Архів оригіналу за 24 вересня 2015. Процитовано 22 серпня 2015.
5. ↑  Census 2000 PHC-T-4. Ranking Tables for Counties: 1990 and 2000 (PDF). United States Census Bureau. 2 квітня 2001. Архів оригіналу (PDF) за 18 грудня 2014. Процитовано 22 серпня 2015.
6. ↑  State & County QuickFacts. United States Census Bureau. Архів оригіналу за 25 червня 2011. Процитовано 16 травня 2014.(англ.) Наведено за англійською вікіпедією.
7. ↑  American FactFinder. Бюро перепису населення США. Архів оригіналу за 21 травня 2008. Процитовано 31 січня 2008.